# Coupe de l'UFOA 1993
Navigation
Édition précédente Édition suivante
La Coupe de l'UFOA 1993 est la dix-septième édition de la Coupe de l'UFOA, qui est disputée par les meilleurs clubs d'Afrique de l'Ouest non qualifiés pour la Coupe des clubs champions africains ou la Coupe d'Afrique des vainqueurs de coupe. 
Toutes les rencontres sont disputées en matchs aller et retour. Cette compétition voit le sacre du Bendel Insurance FC qui bat les Béninois de Mogas 90 en finale.

## Premier tour
| Équipe 1                         | Résultat      | Équipe 2                | Aller | Retour |
| -------------------------------- | ------------- | ----------------------- | ----- | ------ |
| Gomido Kpalimé                   | 2e - 2        | AS Mandé                | 1 - 0 | 1 - 2  |
| Union sportive des Forces armées | 1 - 3         | Bendel Insurance FC     | 1 - 1 | 0 - 2  |
| ASC Diaraf                       | 6 - 2         | Neoplan Stars           | 5 - 0 | 1 - 2  |
| Mogas 90                         | 1 - 1 5-3 tab | AS Kaloum Star          | 1 - 0 | 0 - 1  |
| Invincible Eleven                | 2 - 0         | Freetown United abandon | 2 - 0 | -      |
| (T) Stade malien                 | -             | exempt                  | - 0   | -      |

## Quarts de finale
| Équipe 1                      | Résultat | Équipe 2       | Aller | Retour |
| ----------------------------- | -------- | -------------- | ----- | ------ |
| ASC Diaraf                    | 2 - 2e   | Gomido Kpalimé | 1 - 2 | 1 - 0  |
| disqualifié Invincible Eleven | -        | Mogas 90       | -     | -      |
| Bendel Insurance FC           | -        | exempt         | -     | -      |
| (T) Stade malien              | -        | exempt         | -     | -      |

## Demi-finales
| Équipe 1         | Résultat | Équipe 2            | Aller | Retour |
| ---------------- | -------- | ------------------- | ----- | ------ |
| (T) Stade malien | 1 - 2    | Bendel Insurance FC | 1 - 1 | 0 - 1  |
| Gomido Kpalimé   | 3 - 3e   | Mogas 90            | 3 - 2 | 0 - 1  |

## Finale
| Équipe 1            | Résultat | Équipe 2 | Aller | Retour |
| ------------------- | -------- | -------- | ----- | ------ |
| Bendel Insurance FC | 3 - 1    | Mogas 90 | 1 - 1 | 2 - 0  |